# (500206) 2012 HF27
(500206) 2012 HF27 es un asteroide perteneciente al cinturón de asteroides, descubierto el 15 de abril de 2012 por el equipo del Pan-STARRS desde el Observatorio de Haleakala, Hawái, Estados Unidos.

## Designación y nombre
Designado provisionalmente como 2012 HF27.

## Características orbitales
2012 HF27 está situado a una distancia media del Sol de 2,621 ua, pudiendo alejarse hasta 2,998 ua y acercarse hasta 2,244 ua. Su excentricidad es 0,143 y la inclinación orbital 9,877 grados. Emplea 1550,25 días en completar una órbita alrededor del Sol.
El próximo acercamiento a la órbita de Júpiter se producirá el 9 de febrero de 2082.

## Características físicas
La magnitud absoluta de 2012 HF27 es 17,1.